# Maratona Mentana
Maratona Mentana è il nome con il quale sono note le edizioni speciali del TG LA7 in corrispondenza di competizioni elettorali o avvenimenti politici di particolare rilevanza, ispirandosi alle election night americane. In onda su LA7 dal 2011, i programmi devono il loro soprannome al loro conduttore, il direttore del telegiornale Enrico Mentana.

## Caratteristiche
Si caratterizza per l'elevato approfondimento e per la completezza delle informazioni. Durante le competizioni elettorali, di norma la trasmissione non cessa finché non si ha la completezza del risultato, il che vuol dire che la durata spesso supera le 7/8 ore. Il programma si avvale di aziende sondaggistiche per rilevare exit poll e proiezioni (SWG). Un congruo numero di inviati partecipa alla trasmissione collegandosi dai luoghi principali che interessano l'argomento della "maratona", come sedi di partito, seggi elettorali, sedi istituzionali ecc. In studio Mentana è spesso coadiuvato da diversi ospiti, soprattutto giornalisti ed esperti dell'argomento, che partecipano all'analisi della situazione in corso. Non è raro che durante l'arco della diretta vi sia una staffetta tra questi ultimi. Tra le presenze più o meno fisse agli appuntamenti, i giornalisti:
Tommaso Labate, Mario Sechi, Franco Bechis, Marco Damilano, Lucia Annunziata, Aldo Cazzullo, Massimo Giannini, Marcello Sorgi, Lina Palmerini, Claudio Cerasa, Alessandro De Angelis, Peter Gomez, Dario Fabbri (dal 2022), Stefano Cappellini, Agnese Pini,  Federico Rampini e gli inviati Alessandra Sardoni e Paolo Celata.
Mentana si avvale di un monitor con diverse assegnazioni video in diretta il quale indica alla regia quale diretta mandare in onda
(ad esempio per le elezioni americane vi è il collegamento con la CNN, più tutti i vari collegamenti con gli inviati del TG LA7)

## Le maratone
| Messa in onda        | Evento                                                                    | Durata      | Telespettatori | Share  |
| -------------------- | ------------------------------------------------------------------------- | ----------- | -------------- | ------ |
| 16 maggio 2011       | Elezioni amministrative in Italia                                         | 5 h         | 867000         | 6,74%  |
| 30 maggio 2011       | Elezioni amministrative in Italia - Secondo turno                         | 5 h         | 1363000        | 11,68% |
| 7 maggio 2012        | Elezioni amministrative in Italia                                         | 5 h         | 585000         | 4,60%  |
| 21 maggio 2012       | Elezioni amministrative in Italia - Secondo turno                         | 5 h         | 511000         | 3,72%  |
| 6 novembre 2012      | Elezioni presidenziali negli Stati Uniti d'America                        | 8 h         | 318000         | 1,65%  |
| 2 dicembre 2012      | Primarie del centrosinistra                                               | 3 h         | 1413000        | 6,10%  |
| 25 febbraio 2013     | Elezioni politiche in Italia                                              | 5 h 30 min  | 1613000        | 8,73%  |
| 18 aprile 2013       | Elezione del Presidente della Repubblica Italiana (I e II scrutinio)      | 4 h 6 min   | 850000         | 7,37%  |
| 19 aprile 2013       | Elezione del Presidente della Repubblica Italiana (III e IV scrutinio)    | 8 h 51 min  | 1022000        | 8,49%  |
| 20 aprile 2013       | Elezione del Presidente della Repubblica Italiana (V e VI scrutinio)      | 3 h 27 min  | 1513000        | 10,49% |
| 27 maggio 2013       | Elezioni amministrative in Italia                                         | 5 h         | 620000         | 5,06%  |
| 10 giugno 2013       | Elezioni amministrative in Italia - Secondo turno                         | 5 h         | 659000         | 5,62%  |
| 25 maggio 2014       | Elezioni europee e amministrative in Italia                               | 6 h 30 min  | 1339000        | 9,11%  |
| 29 gennaio 2015      | Elezione del Presidente della Repubblica Italiana (I scrutinio)           | 5 h 26 min  | 716000         | 4,31%  |
| 30 gennaio 2015      | Elezione del Presidente della Repubblica Italiana (II e III scrutinio)    | 9 h         | 585000         | 4,86%  |
| 31 gennaio 2015      | Elezione del Presidente della Repubblica Italiana (IV scrutinio)          | 5 h 46 min  | 1156000        | 7,87%  |
| 31 maggio 2015       | Elezioni regionali in Italia                                              | 9 h 30 min  | 752000         | 7,97%  |
| 5 luglio 2015        | Referendum consultivo in Grecia                                           | 5 h 45 min  | 965000         | 6,44%  |
| 2 marzo 2016         | Primarie democratiche e repubblicane negli Stati Uniti - voti in 16 stati | 3 h 25 min  | 313000         | 4,87%  |
| 16 marzo 2016        | Primarie democratiche e repubblicane negli Stati Uniti                    | 2 h 40 min  | 192000         | 3,98%  |
| 5 giugno 2016        | Elezioni amministrative in Italia                                         | 8 h 35 min  | 881000         | 7,48%  |
| 19 giugno 2016       | Elezioni amministrative in Italia - Secondo turno                         | 4 h 20 min  | 922000         | 8,39%  |
| 23 giugno 2016       | Referendum sulla permanenza del Regno Unito nell'Unione europea           | 7 h 30 min  | 897000         | 4,19%  |
| 8 novembre 2016      | Elezioni presidenziali negli Stati Uniti d'America                        | 8 h 30 min  | 497000         | 8,40%  |
| 4 dicembre 2016      | Referendum costituzionale in Italia                                       | 5 h 30 min  | 1709000        | 11,5%  |
| 23 aprile 2017       | Elezioni presidenziali in Francia                                         | 3 h 45 min  | 743000         | 3,4%   |
| 30 aprile 2017       | Elezioni primarie del Partito Democratico                                 | 3 h 10 min  | 938000         | 4,5%   |
| 7 maggio 2017        | Elezioni presidenziali in Francia - Secondo turno                         | 3 h 15 min  | 787000         | 3,4%   |
| 11 giugno 2017       | Elezioni amministrative in Italia                                         | 5 h 30 min  | 543000         | 4,9%   |
| 25 giugno 2017       | Elezioni amministrative in Italia - Secondo turno                         | 4 h 30 min  | 519000         | 5,9%   |
| 1º ottobre 2017      | Referendum sull'indipendenza della Catalogna                              | 5 h 30 min  | 548000         | 2,9%   |
| 5-6 novembre 2017    | Elezioni regionali in Sicilia                                             | 6 h 16 min  | 731000         | 6,1%   |
| 4-5 marzo 2018       | Elezioni politiche in Italia                                              | 20 h        | 2960000        | 28,4%  |
| 6 novembre 2018      | Elezioni parlamentari negli Stati Uniti d'America                         | 7 h 50 min  | 123000         | 5,79%  |
| 10 febbraio 2019     | Elezioni regionali in Abruzzo                                             | 3 h 30 min  | 740000         | 7,36%  |
| 25 febbraio 2019     | Elezioni regionali in Sardegna                                            | 3 h 5 min   | 636000         | 4,3%   |
| 25 marzo 2019        | Elezioni regionali in Basilicata                                          | 3 h 20 min  | 143000         | 8,3%   |
| 26 maggio 2019       | Elezioni europee                                                          | 16 h 10 min | 1579000        | 12,2%  |
| 27 ottobre 2019      | Elezioni regionali in Umbria                                              | 3 h 16 min  | 818000         | 8,6%   |
| 13 dicembre 2019     | Elezioni generali nel Regno Unito                                         | 6 h 41 min  | 337000         | 5,25%  |
| 26 gennaio 2020      | Elezioni regionali in Italia                                              | 9 h 17 min  | 1557000        | 12,9%  |
| 4 marzo 2020         | Primarie democratiche negli Stati Uniti                                   | 5 h 30 min  | 406000         | 7,4%   |
| 21 settembre 2020    | Elezioni amministrative e referendum costituzionale in Italia             | 4 h 55 min  | 1002220        | 7,77%  |
| 4 novembre 2020      | Elezioni presidenziali negli Stati Uniti d'America                        | 9 h 30 min  | 301000         | 8,2%   |
| 4 ottobre 2021       | Elezioni amministrative in Italia                                         | 5 h 30 min  | 816000         | 6,4%   |
| 18 ottobre 2021      | Elezioni amministrative in Italia - Secondo turno                         | 5 h 45 min  | 743000         | 6,1%   |
| 24 gennaio 2022      | Elezione del Presidente della Repubblica Italiana (I scrutinio)           | 6 h 55 min  | 782000         | 5,1%   |
| 25 gennaio 2022      | Elezione del Presidente della Repubblica Italiana (II scrutinio)          | 5 h 15 min  | 631000         | 4,3%   |
| 26 gennaio 2022      | Elezione del Presidente della Repubblica Italiana (III scrutinio)         | 8 h 10 min  | 655000         | 4,4%   |
| 27 gennaio 2022      | Elezione del Presidente della Repubblica Italiana (IV scrutinio)          | 2 h 13 min  | 647000         | 4,41%  |
| 28 gennaio 2022      | Elezione del Presidente della Repubblica Italiana (V e VI scrutinio)      | 7 h 51 min  | 1398000        | 6%     |
| 29 gennaio 2022      | Elezione del Presidente della Repubblica Italiana (VII e VIII scrutinio)  | 8 h 40 min  | 941000         | 9,35%  |
| 25-26 settembre 2022 | Elezioni politiche in Italia e regionali in Sicilia                       | 22 h        | 1417000        | 12,3%  |
| 26 febbraio 2024     | Elezioni regionali in Sardegna                                            | 2 h 27 min  | 544000         | 4%     |
| 10 marzo 2024        | Elezioni regionali in Abruzzo                                             | 2 h 27 min  | 700 000        | 7,7%   |
| 9 - 10 giugno 2024   | Elezioni europee, amministrative in Italia, regionali in Piemonte         | 22 h        | 1 813 000      | 14,48% |
| 7 luglio 2024        | Elezioni legislative in Francia                                           | 2 h 25 min  | 1 154 000      | 7,9%   |
| 11 settembre 2024    | Confronto Trump-Harris                                                    | 2 h 57 min  | 870 000        | 6,9%   |
| 28 ottobre 2024      | Elezioni regionali in Liguria                                             | 5 h 25 min  | 641 000        | 5,8%   |
| 5 novembre 2024      | La Notte Americana (Elezioni presidenziali negli Stati Uniti d'America)   | 9 h 15 min  | 309.000        | 10,6%  |
| 18 novembre 2024     | Elezioni regionali in Emilia-Romagna e Umbria                             | 2 h 59 min  | 822.000        | 8%     |
| 7 maggio 2025        | Conclave (1ª votazione)                                                   |             |                |        |
| 8 maggio 2025        | Conclave (3ª votazione)                                                   |             |                |        |
| 9 maggio 2025        | Conclave                                                                  |             |                |        |
| 9 giugno 2025        | Referendum 2025                                                           |             |                |        |
| 23 giugno 2025       | Attacco statunitense nel territorio iraniano                              |             |                |        |